# Commodore 1571

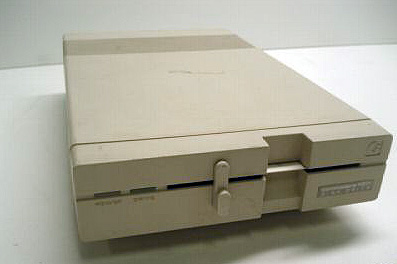
Unidad de disquetes Commodore 1571

La Commodore 1571 es una unidad tope de línea de disquetes de  5¼" de Commodore International. Con su mecanismo de doble lado tenía la habilidad de usar en forma nativa disquetes de doble lado y doble densidad (DS/DD). Esto contrastaba con sus antecesoras, la 1541 y la 1570, las cuales podían leer y grabar disquetes completos sólo si el usuario lo daba vuelta manualmente para acceder al segundo lado. Debido a que al colocar el disco al revés también se invierte el sentido de giro, los dos métodos no son intercambiables; los discos que tienen el lado contrario grabados en una 1541 al darlos vuelta, para leerlos en una 1571 hay que darlos vuelta también, y los discos grabados en una 1571 a doble lado en forma nativa, no pueden ser leídos en una 1541.

## Lanzamiento y características
La 1571 fue lanzada para coincidir con la Commodore 128, tanto en diseño como en características. Fue anunciada en el verano de 1985, al mismo tiempo que el C128, y estuvo disponible en cantidad más tarde, ese mismo año. La posterior C128D tenía una unidad integrada compatible con la 1571 en la unidad del sistema. Un disquete de doble lado en una 1571 podía tener una capacidad de 340 kB (70 pistas, 1360 bloques de 256 bytes cada uno); ya que 8 kB están reservados para uso del sistema (directorio e información de bloques disponibles) y, bajo CBM DOS, 2 bytes de cada bloque sirven como punteros al siguiente bloque lógico, 254 x 1328 = 337 312 bytes o unos 329,4 kB estaban disponibles para datos del usuario (sin embargo, con un programa que organiza el almacenamiento en disco por sí solo, se puede utilizar todo el espacio, por ejemplo, para discos de datos).
La 1571 fue diseñada para utilizar el «modo ráfaga» del C128 y duplicar la velocidad de acceso al disco, sin embargo, el unidad no puede usarse de esta forma si se conecta a máquinas de Commodore más antiguas. Este modo reemplaza Este modo reemplazó las lentas rutinas de software para transmisión serie del 1541 con un verdadero registro de desplazamiento serie implementada en el hardware, aumentando así notablemente la velocidad de la unidad. Aunque esto se había planeado originalmente cuando Commodore cambió por primera vez de la interfaz IEEE-488 paralela a una interfaz serie personalizada (CBM-488), los errores de hardware en el registro de desplazamiento del VIA 6522 del VIC-20 impidieron que funcionara correctamente.
Cuando está conectada a un C128, la 1571 se encuentra en modo doble lado por defecto, lo cual permite leer discos de 340 kB así como también los discos de simple lado de 170 kB de la 1541. Si la C128 se pasa a modo C64 ingresando el comando GO 64 en BASIC, la 1571 permanecerá en modo doble lado. Si el modo C64 es activado presionando la tecla C= en el encendido, la unidad automáticamente cambiará al modo simple lado, y en este caso no podrá leer los discos de 340 kB (también es el modo por defecto si la 1571 se usa con una C64, Plus/4, VIC-20 o un PET). Un comando manual del BASIC también permite a la 1571 cambiar entre los dos modos. Hay también un comando no documentado que permite al usuario controlar en forma independiente las cabezas de lectura/escritura de la 1571, haciendo posible formatear ambas caras del disco en forma separada; sin embargo el disco resultante no puede ser leído en una 1541 debido a que el disco girará en sentido inverso al colocarlo al revés. De la misma manera, los discos «flippy» creados con un 1541 no se pueden leer en un 1571 con esta función; deben insertarse al revés.
La 1571 no es 100 % compatible a bajo nivel con la 1541, sin embargo esto no es un problema excepto con algunos software que usan protecciones de copia avanzadas como el sistema RapidLok encontrado en los juegos de MicroProse y Accolade.
La 1571 era notablemente más silencioso que su predecesor y también tendía a funcionar a temperatura más baja, aunque, como el 1541, tenía una fuente de alimentación interna (unidades posteriores de Commodore, como la 1541-II y la 1581 de 3½", vinieron con fuentes de alimentación externas). La fuente de alimentación 1541-II/1581 hace mención a un 1571-II, lo que sugiere que Commodore pudo haber tenido la intención de lanzar una versión del 1571 con una fuente de alimentación externa. Sin embargo, no se conoce la existencia de ninguna 1571-II. El SO embebido en la 1571 fue el CBM DOS 1571 V3.0, una mejora del V2.6 de la 1541.[cita requerida]
Las primeras 1571 tenían un bug en el sistema operativo basado en ROM que causaba que se corrompieran los archivos relativos si ocupaban ambas caras del disco. Se lanzó una ROM versión 2, pero aunque solucionó el error inicial, introdujo algunas peculiaridades menores, particularmente con la emulación 1541. Curiosamente, también se identificó como V3.0.
Al igual que con la 1541, al principio Commodore no pudo cubrir la demanda de la 1571, y la falta de disponibilidad y el relativo alto precio de la unidad (unos US$300) presentaron una oportunidad para los clonadores. Dos clones de la 1571 aparecieron, uno de Oceanic y el otro de Blue Chip, pero las acciones legales de Commodore rápidamente las sacaron del mercado.
Commodore anunció en el Consumer Electronics Show de 1985 una versión de doble unidad de la 1571, que sería llamada Commodore 1572, pero fue rápidamente cancelada por dificultades técnicas con el DOS 1572. Habría tenido cuatro veces más memoria RAM que la 1571 (8 kB), y el doble de ROM (64 kB). La 1572 habría permitido copias de respaldo rápidas de discos sin protección de copia, como las antiguas unidades dobles 4040, 8050 y 8250.
El 1571 integrado en la computadora europea C128D con carcasa de plástico es electrónicamente idéntico a la versión individual, pero la versión 1571 integrada en la posterior C128D (a menudo llamada C128 DCR, por D Cost-Reduced, D de costo reducido) con carcasa metálica difiere mucho del 1571 individual. Incluye un DOS más nuevo, la versión 3.1, que reemplaza el chip de interfaz MOS Technology CIA, del cual solo se usaron algunas características en el DOS 1571, con un chip muy simplificado llamado 5710, y tiene algunos problemas de compatibilidad con la unidad individual. Debido a que este 1571 interno no tiene un puerto de entrada/salida de 8 bits sin usar en ningún chip, a diferencia de la mayoría de las otras unidades Commodore, no es posible instalar un cable paralelo en esta unidad, como el que utilizan SpeedDOS, DolphinDOS y algunos otros reemplazos del Commodore DOS de terceros para carga rápida.

## Diseño técnico
La unidad detecta la velocidad del motor y genera una señal de reloj de muestreo de datos interno que coincide con la velocidad del motor.
El 1571 usa un cancelador de ensillado al leer el flujo de datos. Se genera una señal de corrección cuando el patrón de datos sin procesar en el disco consta de dos ceros consecutivos. Con el formato de grabación GCR se produce un problema en la forma de onda de la señal de lectura. El patrón de caso más desfavorable 1001 puede provocar una condición de ensillado en la que puede producirse un bit de datos falso. Las unidades originales 1541 utilizan un disparo único para corregir la condición. El 1571 usa una matriz de puertas para corregir esto digitalmente.
La unidad utiliza la CPU MOS 6502, el controlador de disquete WD1770 o WD1772, 2 controladores de E/S con MOS Technology 6522 y 1 controlador MOS Technology 6526.

## Formato de disco
Al contrario que la 1541, la cual está limitada al formato GCR, la 1571 puede leer tanto formatos GCR como MFM. La versión CP/M incluida con la C128 soporta los siguientes formatos:
- IBM PC CP/M-86
- Osborne 1 (actualización de doble densidad)
- Epson QX10
- Kaypro II, IV
- CBM CP/M FORMATO SS
- CBM CP/M FORMATO DS

La 1571 puede leer cualquiera de los muchos formatos de CP/M de 5 1⁄4. Si el BIOS CP/M está modificado, es posible leer cualquier formato MFM de 40 pistas sectorizado por software. Formatos de densidad simple (FM) no están soportados debido a que el pin selector de densidad del chip controlador MFM en la unidad está desactivado (conectado a masa).
Una 1571 no puede arrancar con discos MFM; el usuario debe arrancar con CP/M de un disco GCD y luego cambiar a discos MFM.
Con software adicional es también posible leer y escribir disquetes de formato MS-DOS. Numerosos programas comerciales y de dominio público están disponible para este propósito, siendo el más conocido el «Big Blue Reader» de SOGWAP. A pesar de que la C128 no puede correr ningún software basado en DOS, esta capacidad permite intercambiar archivos con usuarios de PC. Leer discos de Atari 8-bit de 130 kB o 180 kB también era posible con un software especial, pero el formato estándar Atari 8-bit de 90 kB, el cual usa codificación FM en lugar de MFM, no puede ser manejado por el hardware de la 1571 sin modificar el circuito de la unidad, ya que la línea de control que determina si el chip controlador utiliza la codificación FM o MFM está permanentemente conectada a tierra (modo MFM) en lugar de estar bajo el control del software.
En el formato 1541, es posible usar 40 pistas en una unidad DD de 5,25" como la 154x/157x, sólo se usan 35 pistas. Commodore eligió no utilizar las cinco pistas superiores por defecto (o al menos utilizar más de 35) debido a la mala calidad de algunos de los mecanismos de transmisión, que no siempre funcionaron de manera confiable en esas pistas.
Por compatibilidad y facilidad de implementación, se creó el formato de doble cara del 1571 de un disco lógico de una cara con 70 pistas, juntando las 35 pistas físicas inferiores en cada uno de los lados físicos del disco, en lugar de usar dos veces 40 pistas, aunque no había más problemas de calidad con los mecanismos de las unidades 1571.